# Décès en 894
Décès
- 890
- 891
- 892
- 893
- 894
- 895
- 896
- 897
- 898

Cette page dresse une liste de personnalités mortes au cours de l'année 894 :
- 8 avril : Adalelme de Troyes, comte de Troyes.

- Arnald de Toul, vingt-neuvième évêque de Toul.
- Guy III de Spolète, duc de Camerino, duc de Spolète, roi d'Italie et empereur d'Occident.
- Dae Hyeonseok, treizième roi du royaume de Balhae en Corée.
- Svatopluk Ier de Moravie, prince de Grande-Moravie.

date incertaine (vers 894)
- Bagrat Ier d'Abkhazie, roi d’Abkhazie de la dynastie des Antchabadzé.

## Crédit d'auteurs
- Cet article est partiellement ou en totalité issu de l'article intitulé « 894 » (voir la liste des auteurs).